# Конвенція СНД про права та основні свободи людини
Конвенція Співдружності Незалежних Держав про права та основні свободи людини (рос. Конвенция Содружества Независимых Государств о правах и основных свободах человека) — міжнародний договір, укладений у 1995 році. Набрання чинности згідно зі статтею 38 передбачено після ратифікації трьома країнами. Згідно зі статтею 34 Конвенції, вона пов'язується із прийнятим у 1993 році Положенням про Комісію з прав людини СНД. У 2021 році відбулося засідання експертної групи щодо створення Комісії.
Ратифікована Російською Федерацією, Таджикистаном та Білоруссю у 1995—1998 роках, і набула чинности для них 11 серпня 1998 року; Киргизстаном ратифікована 21 серпня 2003 року і тоді ж набула чинности. Підписана, але не ратифікована Грузією, Вірменією та Молдовою.
ПАРЄ в 2001 році рекомендувала членам і кандидатам у члени Ради Європи не підписувати і не ратифікувати цю конвенцію, вказуючи на те, що вона пропонує слабший механізм захисту прав людини, ніж ЄКПЛ.
Комітет міністрів Ради Європи запросив у ЄСПЛ консультативний висновок про співіснування ЄКПЛ та Конвенції СНД, але суд вважає, що питання не входить до його компетенції.